# 1189 dans les croisades

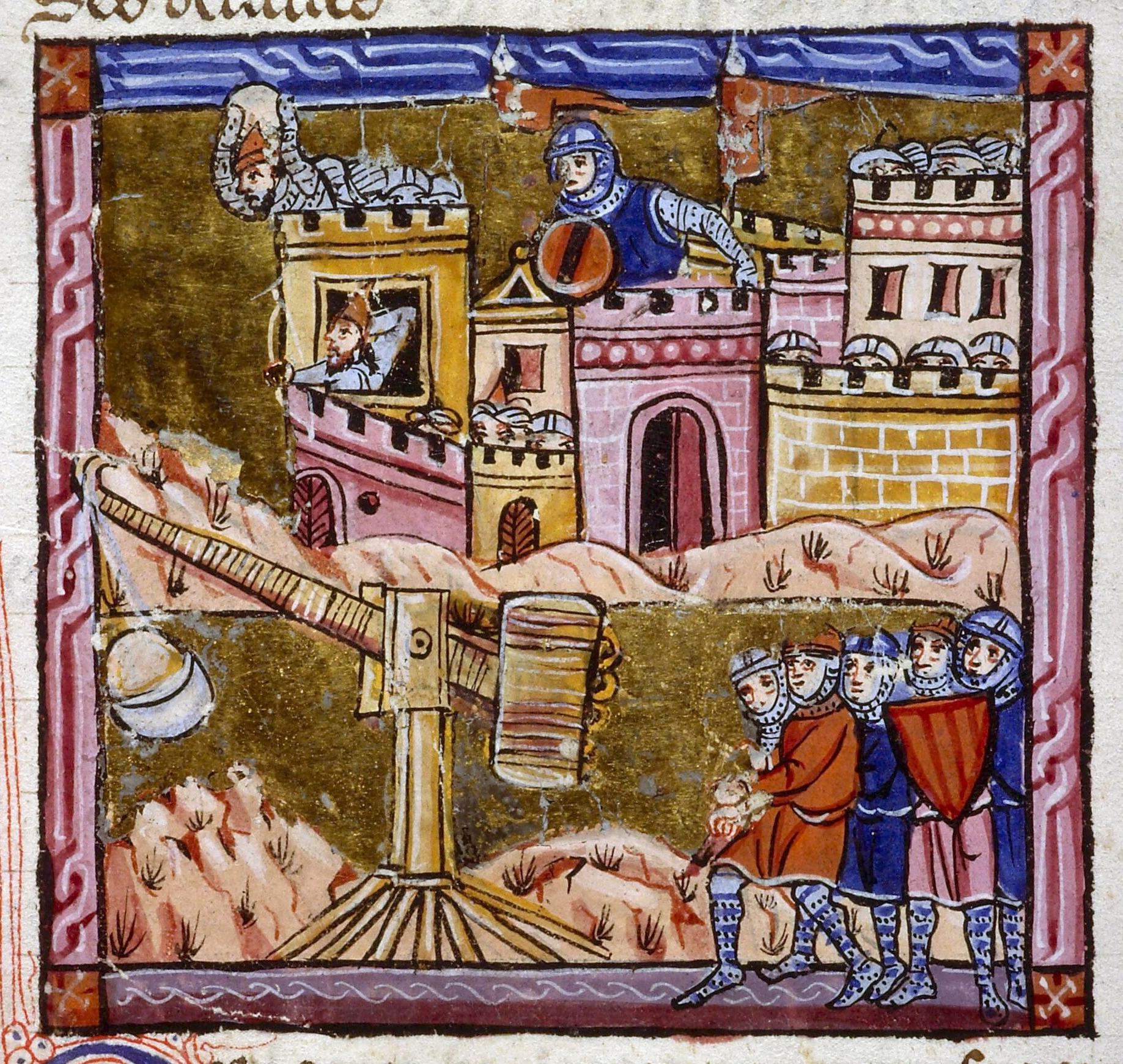
Siège de Saint-Jean-d'Acre

Cette page regroupe les évènements concernant les Croisades qui sont survenus en 1189 :
- avril : Conrad de Montferrat refuse de nouveau l'entrée dans Tyr à Guy de Lusignan[1].
- 6 mai : Mort de Roupen III, seigneur arménien des Montagnes[2].
- 11 mai : Frédéric Barberousse et son armée quittent Ratisbonne pour la Terre sainte[3].
- 20 août : Guy de Lusignan met le siège devant Saint-Jean-d'Acre[4].
- 3 septembre : Prise de Silves par les croisés (Reconquista)[5].
- 15 septembre : Guy de Lusignan tente un premier assaut de Saint-Jean-d'Acre[3].
- 4 octobre : mort de Gérard de Ridefort, grand maître de l'Ordre du Temple, au cours d'une attaque des armées croisées assiégeant Saint-Jean-d'Acre[3].
- Bohémond IV d'Antioche devient comte de Tripoli, remplaçant son frère Raymond IV, rappelé par leur père[4].
- Léon II, prince de l'Arménie cilicienne épouse Isabelle d'Antioche[4].